# 佐里亞 (韋謝利諾韋區)
47°15′58″N 31°16′8″E / 47.26611°N 31.26889°E
佐里亞（烏克蘭語：Зоря），是烏克蘭南部的村莊，隸屬尼古拉耶夫州的沃茲涅先斯克區。該村始建於1944年，面積0.95平方公里，海拔高度104米，2001年人口185，人口密度每平方公里194.7人。